# 特鲁瓦沃
特鲁瓦沃（法語：Troisvaux，法語發音：[tʁwavo]）是法国上法蘭西大區加来海峡省的一个市镇，属于阿拉斯区。

## 地理
特鲁瓦沃（50°24'7"N, 2°20'33"E）面积6.18 平方千米，位于法国上法蘭西大區加来海峡省，该省份为法国北部沿海省份，西北濒北海，南至索姆省，东临北部省。
与特鲁瓦沃接壤的市镇（或旧市镇、城区）包括：孔特维尔昂泰尔努瓦、泰努瓦斯河畔圣波勒、布里亚、戈尚韦尔卢万、埃尼库尔、于克利耶、瓦吕翁。

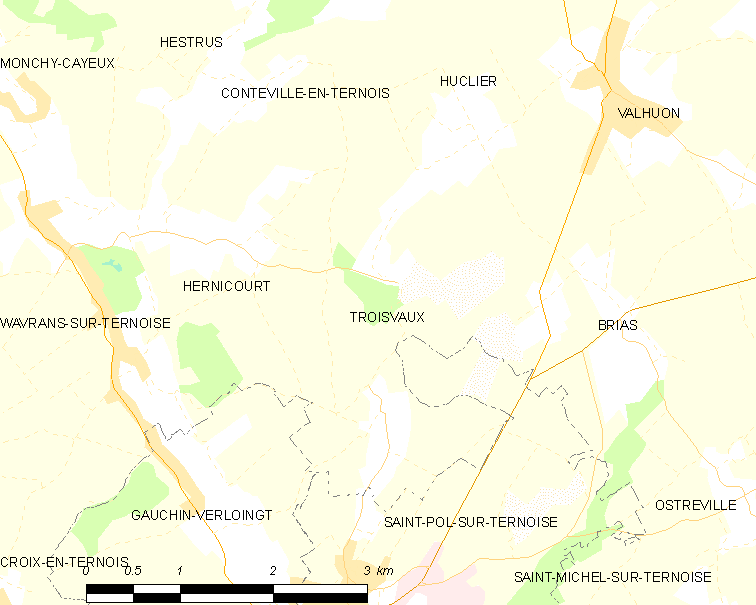
特鲁瓦沃的OSM定位图

特鲁瓦沃的时区为UTC+01:00、UTC+02:00（夏令时）。

## 行政
特鲁瓦沃的邮政编码为62130，INSEE市镇编码为62831。

## 政治
特鲁瓦沃所属的省级选区为泰努瓦斯河畔圣波勒县。

## 人口

1962-2008年间特鲁瓦沃人口变化图示

特鲁瓦沃于2022年1月1日时的人口数量为288人。